# Bob Gross
Robert (Bob) Edwin Gross (né le 3 août 1953, à San Pedro, Californie) est un ancien joueur américain de basket-ball. Ailier de 1,98 m.

## Biographie
Issu de l'université Seattle et de l'université d'État de Californie, il fut sélectionné lors de la draft 1975 par les Portland Trail Blazers. Il fut aussi sélectionné lors de la draft ABA 1975 par les San Diego Sails. Il quitta la NBA en 1983 avec des moyennes en carrière de 8,9 points, 4,4 rebonds, 1,3 passe décisive et 1,12 interception par match.